# オムファロサウルス
オムファロサウルス（学名:Omphalosaurus）は、前期三畳紀から中期三畳紀にかけて生息した海生爬虫類の属。
潰れた半球形の歯がタイル状に敷き詰められた顎が特徴的で、この顎を使って硬い殻を持った軟体動物や甲殻類を割って食べていたと考えられている。骨格が交連した状態で発見されることはほとんどなく、全体像は未だ謎に包まれている。

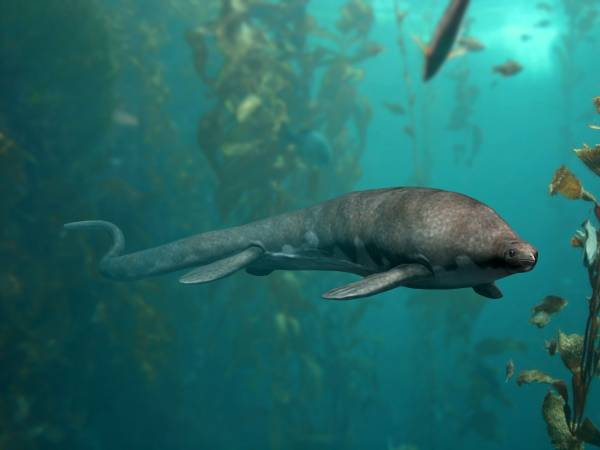
近縁とされるスクレロコルムスの復元図

魚鰭類に含むとする説が有力だが、これを疑問視する見方もある。2022年には、カルトリンクスより派生的であるが、スクレロコルムス（Sclerocormus）よりは基盤的であるとされている。